# Fleetwood Mac (1975년 음반)
| 전문가 평가                   | 전문가 평가 |
| 평가 점수                     | 평가 점수   |
| 출처                          | 점수        |
| ----------------------------- | ----------- |
| AllMusic                      | [ 1 ]       |
| Blender                       | [ 4 ]       |
| Encyclopedia of Popular Music | [ 5 ]       |
| Entertainment Weekly          | A           |
| Mojo                          | [ 3 ]       |
| Pitchfork                     | 9.0/10      |
| Q                             | [ 8 ]       |
| The Rolling Stone Album Guide | [ 9 ]       |
| Uncut                         | 9/10        |
| The Village Voice             | A−          |

《Fleetwood Mac》은 영국과 미국의 록 밴드 플리트우드 맥의 열 번째 스튜디오 음반으로, 1975년 7월 11일, 미국에서, 그리고 1975년 8월 1일, 영국에서 리프리즈 레코드를 통해 발매되었다. 이 음반은 플리트우드 맥의 두 번째 자칭 음반으로, 첫 번째는 1968년 데뷔 음반이며, 팬들 사이에서는 때때로 《화이트 앨범》이라고 불린다. 이 음반은 기타리스트로 린지 버킹엄과 보컬리스트로 스티비 닉스가 참여한 첫 번째 《Fleetwood Mac》 음반이며, 두 사람은 밥 웰치가 1974년 말에 플리트우드 맥을 떠난 이후 합류했다. 또한 이 음반은 1997년 《The Dance》까지 플리트우드 맥이 리프리즈 레이블을 통해 발매한 마지막 음반이며, 이후의 음반들은 리프리즈의 모회사인 워너 브라더스 레코드를 통해 발매되었다.
이 음반은 빌보드 200 차트에 진입한 지 58주 후인 1976년 9월 4일에 미국 빌보드 200 차트에서 1위를 차지했으며, 〈Over My Head〉, 〈Rhiannon〉, 〈Say You Love Me〉라는 세 개의 톱 20 싱글을 배출했다. 이 중 후자의 두 곡은 각각 11위에 오르며 톱 10에 아깝게 들지 못했다. 이 음반은 미국에서 900만 장 이상 판매되어, 미국 음반 산업 협회(RIAA)로부터 9배 플래티넘 인증을 받았다. 영국 음반 차트에서는 최고 23위를 기록했으며, 이는 플리트우드 맥이 영국에서 매우 성공적인 음반 활동을 시작하는 계기가 되었다. 그 성공은 《Rumours》 (1977년)부터 《Behind the Mask》 (1990년)까지 다섯 장의 1위 음반으로 이어졌다.

## 배경
1974년, 플리트우드 맥은 밴드의 운영을 더 잘 관리하기 위해 영국에서 캘리포니아로 거처를 옮겼다. 캘리포니아에서 그들은 《Heroes Are Hard to Find》라는 음반을 녹음하고 투어를 시작했다. 투어를 마친 직후, 기타리스트이자 보컬리스트, 작곡가였던 밥 웰치는 밴드를 떠나 새로운 밴드 파리스를 결성하면서 플리트우드 맥의 8년간 아홉 번째 라인업은 막을 내렸다.
웰치가 탈퇴하기 전, 믹 플리트우드는 한 사운드 시티 스튜디오 직원의 추천으로 그곳을 방문하게 되었다. 플리트우드는 사운드 시티 스튜디오에 도착해 프로듀서 키스 올슨과 만났고, 올슨은 스튜디오의 음향적 가능성을 보여주기 위해 몇 개의 데모를 들려주었다. 그곳에서 올슨은 자신이 최근에 엔지니어로 참여한 《Buckingham Nicks》라는 음반을 틀어주었고, 플리트우드는 마지막 곡 〈Frozen Love〉에 나오는 기타 솔로를 특히 인상 깊게 들었다. 그는 이 듀오를 "마음속에 기억해두기로" 결정했다.
웰치가 밴드를 떠난 이후, 플리트우드는 린지 버킹엄을 플리트우드 맥에 영입할 수 있는지 올슨에게 연락했다. 올슨은 버킹엄이 스티비 닉스, 즉 그의 음악적 그리고 연인 관계의 파트너도 함께 들어갈 수 없다면 밴드에 합류하지 않을 가능성이 크다고 알렸다. 플리트우드와의 대화에서 버킹엄은 닉스 없이 밴드에 들어가는 일은 없을 것임을 재확인했다.
플리트우드가 밴드의 나머지 멤버들에게 《Buckingham Nicks》 음반을 들려준 후, 크리스틴 맥비는 버킹엄과 닉스를 플리트우드 맥의 정식 멤버로 받아들이기 전에 반드시 만나야 한다고 주장했다. 밴드 적합 여부를 판단하기 위해 멕시코 식당 엘 카르멘에서 비공식 면담이 열렸다. 만남에 앞서 플리트우드와 존 맥비는 크리스틴 맥비가 닉스가 플리트우드 맥에 합류할지 여부를 최종 결정하기로 합의했는데, 이는 크리스틴 맥비가 밴드에 또 다른 여성이 들어오는 것에 대해 처음에는 불안해했기 때문이다. 비공식 면담에 가장 먼저 도착한 닉스는 식당에서의 근무 교대 때 입었던 플래퍼 드레스를 입고 있었다. 면담 후 플리트우드는 버킹엄과 닉스를 플리트우드 맥에 초대했고, 이 열 번째 라인업은 밴드 역사상 가장 성공적인 구성임이 입증되었다. 세 달 이내에 밴드는 《Fleetwood Mac》 음반을 녹음했으며, 녹음은 1975년 2월에 시작되었다.

## 상업적 성과
이 음반은 1975년 8월 2일, 미국 빌보드 200 차트에 183위로 처음 등장했다. 결국 1976년 9월 4일, 차트에서 정점인 1위에 도달했으며, 이는 차트에 진입한 지 57주가 지난 시점이었다. 2025년 7월 10일, 이 음반은 미국 내에서 900만 장 이상의 판매고를 기록하여 미국 음반 산업 협회(RIAA)로부터 9회 플래티넘 인증을 받았다.
영국에서는 이 음반이 처음에는 차트에 진입하지 못했고, 음반 발매 이후 1년이 훨씬 지나 1976년 11월 6일, 영국 음반 차트에 49위로 처음 등장했다. 차트 두 번째 주에는 23위까지 상승하며 최고 순위를 기록했다. 1978년 7월 5일, 이 음반은 영국 내에서 10만 장 이상의 판매를 기록하여 영국 축음기 협회(BPI)로부터 골드 인증을 받았다.

## 곡 목록
| #  | 제목               | 작사·작곡                    | 리드 보컬 | 재생 시간 |
| -- | ------------------ | ---------------------------- | --------- | --------- |
| 1. | 〈Monday Morning〉 | 린지 버킹엄                  | 버킹엄    | 2:48      |
| 2. | 〈Warm Ways〉      | 크리스틴 맥비                | 맥비      | 3:50      |
| 3. | 〈Blue Letter〉    | 마이클 커티스, 리처드 커티스 | 버킹엄    | 2:31      |
| 4. | 〈Rhiannon〉       | 스티비 닉스                  | 닉스      | 4:12      |
| 5. | 〈Over My Head〉   | C. 맥비                      | C. 맥비   | 3:34      |
| 6. | 〈Crystal〉        | 닉스                         | 버킹엄    | 5:12      |

| #  | 제목                | 작사·작곡       | 리드 보컬       | 재생 시간 |
| -- | ------------------- | --------------- | --------------- | --------- |
| 1. | 〈Say You Love Me〉 | C. 맥비         | C. 맥비         | 4:11      |
| 2. | 〈Landslide〉       | 닉스            | 닉스            | 3:05      |
| 3. | 〈World Turning〉   | C. 맥비, 버킹엄 | C. 맥비, 버킹엄 | 4:25      |
| 4. | 〈Sugar Daddy〉     | C. 맥비         | C. 맥비         | 4:09      |
| 5. | 〈I'm So Afraid〉   | 버킹엄          | 버킹엄          | 4:15      |

## 인증
| 국가                                                            | 인증        | 판매량/출하량 |
| --------------------------------------------------------------- | ----------- | ------------- |
| 오스트레일리아 (ARIA)                                           | 4× 플래티넘 | 280,000^      |
| 캐나다 (뮤직 캐나다)                                            | 플래티넘    | 100,000^      |
| 뉴질랜드 (RMNZ)                                                 | 2× 플래티넘 | 30,000        |
| 영국 (BPI)                                                      | 골드        | 100,000^      |
| 미국 (RIAA)                                                     | 9× 플래티넘 | 9,000,000     |
| ^출하량을 기반으로 한 인증 · 판매량+스트리밍을 기반으로 한 인증 |             |               |